# Saneczkarstwo na Zimowych Igrzyskach Olimpijskich 2014
Zawody w saneczkarstwie podczas Zimowych Igrzysk Olimpijskich w 2014 roku przeprowadzane są w dniach 9–13 lutego 2014 w Krasnej Polanie, oddalonej o 40 km od głównego miasta igrzysk – Soczi, na torze saneczkowo-bobslejowym Sanki. W ramach igrzysk zawodnicy i zawodniczki walczą w czterech konkurencjach: jedynkach mężczyzn, jedynkach kobiet, dwójkach mężczyzn oraz drużynowo. Po raz pierwszy łącznie rozdane będą cztery komplety medali, ponieważ do programu igrzysk dołączył ślizg drużynowy.

## Terminarz
| Data      | Konkurencja      | Konkurencja     | Godzina                 |
| --------- | ---------------- | --------------- | ----------------------- |
| 8 lutego  | Jedynki mężczyzn | 1. i 2. zjazd   | 18:30 UTC+4 / 15:30 CET |
| 9 lutego  | Jedynki mężczyzn | 3. i 4. zjazd   | 18:30 UTC+4 / 15:30 CET |
| 10 lutego | Jedynki kobiet   | 1. i 2. zjazd   | 18:45 UTC+4 / 15:45 CET |
| 11 lutego | Jedynki kobiet   | 3. i 4. zjazd   | 18:30 UTC+4 / 15:30 CET |
| 12 lutego | Dwójki mężczyzn  | Dwójki mężczyzn | 18:15 UTC+4 / 15:15 CET |
| 13 lutego | Sztafeta         | Sztafeta        | 20:15 UTC+4 / 17:15 CET |

## Zestawienie medalistów
| Konkurencja      | Złoto                    | Czas     | Srebro                         | Czas     | Brąz                   | Czas     |
| Jedynki mężczyzn | Felix Loch               | 3:27,526 | Albert Diemczenko              | 3:28,002 | Armin Zöggeler         | 3:28,797 |
| Jedynki kobiet   | Natalie Geisenberger     | 3:19,768 | Tatjana Hüfner                 | 3:20,907 | Erin Hamlin            | 3:21,145 |
| Dwójki mężczyzn  | Tobias Wendl Tobias Arlt | 1:38,933 | Andreas Linger Wolfgang Linger | 1:39,455 | Andris Šics Juris Šics | 1:39,790 |
| Sztafeta         | Niemcy                   | 2:45,649 | Rosja                          | 2:46,679 | Łotwa                  | 2:47,295 |

## Wyniki

### Jedynki mężczyzn
| Miejsce     | Zawodnik               | Reprezentacja | Czas     | Strata |
| ----------- | ---------------------- | ------------- | -------- | ------ |
| złoto       | Felix Loch             | Niemcy        | 3:27,526 | –      |
| [ 1 ] [ 2 ] | Albert Diemczenko      | Rosja         | 3:28,002 | +0,476 |
| brąz        | Armin Zöggeler         | Włochy        | 3:28,797 | +1,271 |
| 4.          | Andi Langenhan         | Niemcy        | 3:29,355 | +1,829 |
| 5.          | Siemion Pawliczenko    | Rosja         | 3:29,355 | +1,910 |
| 6.          | Dominik Fischnaller    | Włochy        | 3:29,479 | +1,953 |
| 7.          | Aleksandr Pierietiagin | Rosja         | 3:29,495 | +1,969 |
| 8.          | Reinhard Egger         | Austria       | 3:29,506 | +1,980 |
| 9.          | Wolfgang Kindl         | Austria       | 3:29,663 | +2,137 |
| 10.         | Mārtiņš Rubenis        | Łotwa         | 3:29,697 | +2,171 |

### Jedynki kobiet
| Miejsce | Zawodniczka          | Reprezentacja     | Czas     | Strata |
| ------- | -------------------- | ----------------- | -------- | ------ |
| złoto   | Natalie Geisenberger | Niemcy            | 3:19,768 | –      |
| srebro  | Tatjana Hüfner       | Niemcy            | 3:20,907 | +1,139 |
| brąz    | Erin Hamlin          | Stany Zjednoczone | 3:21,145 | +1,377 |
| 4.      | Alex Gough           | Kanada            | 3:21,578 | +1,810 |
| 5.      | Kimberley McRae      | Kanada            | 3:21,895 | +2,127 |
| 6.      | Anke Wischnewski     | Niemcy            | 3:21,960 | +2,192 |
| 7.      | Tatjana Iwanowa      | Rosja             | 3:22,006 | +2,238 |
| 8.      | Natalja Choriewa     | Rosja             | 3:22,067 | +2,299 |
| 9.      | Martina Kocher       | Szwajcaria        | 3:22,166 | +2,398 |
| 10.     | Kate Hansen          | Stany Zjednoczone | 3:22,667 | +2,889 |

### Dwójki mężczyzn
| Miejsce | Zawodnicy                             | Reprezentacja | Czas     | Strata |
| ------- | ------------------------------------- | ------------- | -------- | ------ |
| złoto   | Tobias Wendl Tobias Arlt              | Niemcy        | 1:38,933 | –      |
| srebro  | Andreas Linger Wolfgang Linger        | Austria       | 1:39,455 | +0,522 |
| brąz    | Andris Šics Juris Šics                | Łotwa         | 1:39,790 | +0,857 |
| 4.      | Tristan Walker Justin Snith           | Kanada        | 1:39,840 | +0,907 |
| 5.      | Aleksandr Dienisjew Władisław Antonow | Rosja         | 1:39,949 | +1,016 |
| 6.      | Christian Oberstolz Patrick Gruber    | Włochy        | 1:40,019 | +1,086 |
| 7.      | Ludwig Rieder Patrick Rastner         | Włochy        | 1:40,039 | +1,106 |
| 8.      | Toni Eggert Sascha Benecken           | Niemcy        | 1:40,218 | +1,285 |
| 9.      | Władisław Jużakow Władimir Machnutin  | Rosja         | 1:40,337 | +1,404 |
| 10.     | Oskars Gudramovičs Pēteris Kalniņš    | Łotwa         | 1:40,462 | +1,529 |

### Sztafeta
| Miejsce     | Zawodnicy                                                                 | Reprezentacja     | Czas     | Strata |
| ----------- | ------------------------------------------------------------------------- | ----------------- | -------- | ------ |
| złoto       | Natalie Geisenberger Felix Loch Tobias Wendl / Tobias Arlt                | Niemcy            | 2:45,649 | –      |
| [ 1 ] [ 2 ] | Tatjana Iwanowa Albert Diemczenko Aleksandr Dienisjew / Władisław Antonow | Rosja             | 2:46,679 | +1,030 |
| brąz        | Elīza Tīruma Mārtiņš Rubenis Andris Šics / Juris Šics                     | Łotwa             | 2:47,295 | +1,646 |
| 4.          | Alex Gough Samuel Edney Tristan Walker / Justin Snith                     | Kanada            | 2:47,395 | +1,746 |
| 5.          | Sandra Gasparini Armin Zöggeler Christian Oberstolz / Patrick Gruber      | Włochy            | 2:47,420 | +1,771 |
| 6.          | Erin Hamlin Chris Mazdzer Christian Niccum / Jayson Terdiman              | Stany Zjednoczone | 2:47,555 | +1,906 |
| 7.          | Miriam Kastlunger Wolfgang Kindl Andreas Linger / Wolfgang Linger         | Austria           | 2:48,477 | +2,828 |
| 8.          | Natalia Wojtuściszyn Maciej Kurowski Patryk Poręba / Karol Mikrut         | Polska            | 2:49,753 | +4,104 |
| 9.          | Vendula Kotenová Ondřej Hyman Lukáš Brož / Antonín Brož                   | Czechy            | 2:49,805 | +4,156 |
| 10.         | Viera Gburová Jozef Ninis Marian Zemaník / Jozef Petrulák                 | Słowacja          | 2:50,165 | +4,516 |